# Carlo Angelini
Carlo Angelini, in tedesco Karl Engel (San Vittore, prima del 1664 – dopo il 1702), fu un architetto svizzero, attivo in Germania tra il XVII e il XVIII secolo.
La famiglia di provenienza era svizzera della Val Mesolcina nel Canton Grigioni. Era il fratello minore di Giacomo Angelini, architetto del Principe elettore in Eichstätt, in Baviera.

## Biografia
Nel 1664 si trasferì da Bologna ad Eichstätt dove nel 1666, come apprendista mobiliere d'arte, realizzò un modello in legno della chiesa di San Gaetano di Monaco di Baviera. Nel 1675, diventato intanto mastro, costruì un altare laterale dell'abbazia benedettina di Santa Valpurga in Eichstätt.
Dal 1677 era attivo ad Abenberg, ove quale capomastro e aiutante del fratello Giacomo, ristrutturò il Convento di Marienburg. Anche i progetti delle condutture dell'acqua (1680), che però non furono realizzate a causa dei costi troppo elevati.
Dal 1679 fino al 1687 ebbe l'incarico della ristrutturazione del castello di Oettingen, per il quale egli non poté lavorare secondo i disegni del fratello Giacomo, che questi già nel 1680 aveva preparato, ma dovette sostituirli con quelli dell'architetto del Baden-Württemberg Mathias Weiß. Contemporaneamente restaurò nel 1680/81 la chiesa parrocchiale di Ornbau, seguendo il progetto del fratello, e consegnò nel 1684/85 i progetti per il portale e l'altare della chiesa parrocchiale di Berching.
Nel 1693, quando si era ormai trasferito a Ellingen, si trattenne ancora nel castello di Oettingen per costruire un nuovo camino della cucina.
Dal 1698 fino al 1701 lavorò alla costruzione del castello dell'Ordine Teutonico a Ellingen, ma non si sa con quali mansioni.
Le ultime notizie che si hanno di lui risalgono al 1702, allorché redasse con il fratello una perizia per la ricostruzione del non ancora terminato ma già crollato Vestibolo del castello di Schleißheim: entrambi accertarono un gran numero di errori tecnici.